# Скшешев (Соколовський повіт)
Скшешев (пол. Skrzeszew) — село в Польщі, у гміні Репки Соколовського повіту Мазовецького воєводства. Населення — 366 осіб (2011).

## Історія
За даними етнографічної експедиції 1869—1870 років під керівництвом Павла Чубинського, у селі переважно проживали римо-католики, меншою мірою — греко-католики, які здебільшого розмовляли українською мовою.
У 1975—1998 роках село належало до Седлецького воєводства.

## Демографія
Демографічна структура станом на 31 березня 2011 року:
|          | Загалом | Допрацездатний вік | Працездатний вік | Постпрацездатний вік |
| -------- | ------- | ------------------ | ---------------- | -------------------- |
| Чоловіки | 175     | 21                 | 123              | 31                   |
| Жінки    | 191     | 39                 | 87               | 65                   |
| Разом    | 366     | 60                 | 210              | 96                   |